# Friedrich Schwarz (cabaretista)
Friedrich Schwarz (Hannover, 27 de julio de 1886 - campo de concentración de Neuengamme, 3 de abril de 1943), de nombre artístico Friedel Schwarz, fue un artista de cabaret, transformista y cantante humorista alemán. A causa de su homosexualidad, fue condenado durante el gobierno nazi como «criminal habitual» y falleció, tras pasar por distintas prisiones, en 1943 en el campo de concentración de Neuengamme.

## Biografía

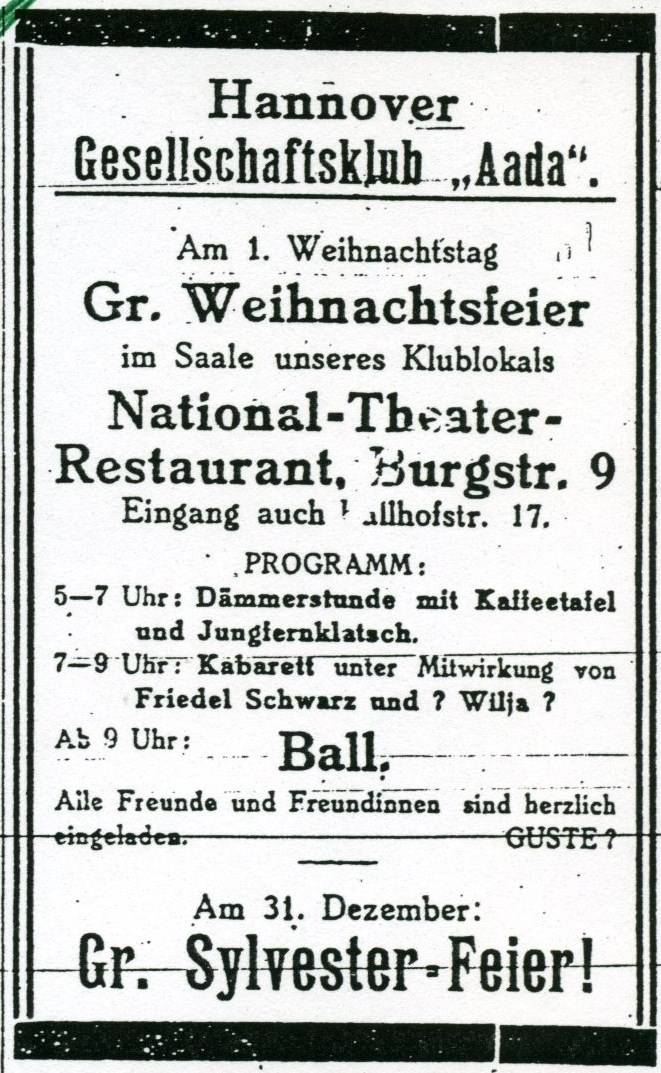
Anuncio del club social Aada en el edificio del teatro Ballhof de un cabaret con Friedel Schwarz para la fiesta de Navidad de 1919/1920

Friedrich Schwarz nació durante el Imperio alemán, en 1886 en Hannover, hijo de un obrero. Después de asistir a una escuela comunitaria, primero trabajó como recadero y empacador. También tomó lecciones de canto para seguir sus aspiraciones profesionales como artista de cabaret, transformista y cantante humorista. También trabajó como camarero.
A partir de 1905, el entonces joven de 19 años descubrió las relaciones sexuales con hombres, como más tarde afirmó, porque «no se sentía atraído por las mujeres». En 1909 fue condenado a tres días de prisión por «conseguir prostitutas para otros hombres vestido de mujer».
Durante la Primera Guerra Mundial Schwarz sirvió como soldado de 1916 a 1918.
Durante la República de Weimar actuó en varias ciudades de Alemania. Friedel Schwarz alcanzó su mayor fama en su ciudad natal de Hannover. Así, en 1919 o 1920 actuó en el National Theatre Restaurant, lo que ahora es el teatro en el Ballhof, que era un club visitado principalmente por homosexuales y dirigido por Hans Roggenkamp. Allí tenía su centro el club social Aada, llamado así por el primer largometraje que rompió el tabú sobre la homosexualidad, Anders als die Andern. En un anuncio de la revista Die Freundschaft se invitaba a «todos los amigos y amigas» a una fiesta de Navidad (de 1919 o 1920) para el club Aada, con un programa de cabaret en el que participaba Friedel Schwarz. 
De 1927 a 1931 Friedel Schwarz apareció ocasionalmente en el Automatenrestaurant en Georgspassage, que frecuentaban muchos homosexuales.
Después de que la policía de Detmold arrestara a Walter L. en 1936, las actuaciones de Schwarz en el Automatenrestaurant fueron «posteriormente fatales». Water L. había «chantajeado a varias personalidades de alto rango debido a sus inclinaciones sexuales» y fue descubierto porque le pidió a un terrateniente que pagara de nuevo, después de ya haber pagado 1700 reichsmarks, y este denunció el chantaje. En su confesión, el chantajista nombró a un total de 36 personas, entre ellas el «barón del tenis» Gottfried Freiherr von Cramm o el barítono Karl Friedrich Wilhelm Giebel, algunos oficiales superiores, asesores del Tribunal de Distrito de Hannover, y «muchas personas de las que solo podía dar información aproximada.» En el curso de la investigación, ese mismo año, Friedrich Schwarz fue arrestado y sentenciado por un tribunal especial a 6 meses de prisión por agresiones (lesiones corporales) y «hacer declaraciones falsas», aunque esto fue parcialmente suspendido.
En junio de 1939, Schwarz, que hasta entonces había vivido con su madre de 80 años, fue arrestado nuevamente y sufrió una detención preventiva inusualmente larga, de año y medio. La madre de Schwarz pidió por escrito en noviembre de 1940 la liberación de su hijo, pero el hijo no fue juzgado por la Primera Sala Penal del Tribunal Regional de Hannover hasta enero de 1941. En el acta personal de Schwarz, aunque poco legible, estaba incluido el veredicto condenatorio con los motivos: por «proxenetismo reiterado», así como por fornicación y diversas conductas sexuales inapropiadas. Las denuncias también incluían actos que no eran punibles en el momento de la condena, que sólo se convertirían en delito después del endurecimiento del artículo 175 del código penal alemán, en la versión nacionalsocialista del 1 de septiembre de 1935. A partir de ese momento, se consideró un delito penal, con una pena máxima de 10 años de trabajos forzados, si «objetivamente se lesiona el sentido general de la vergüenza o subjetivamente está presente una intención voluptuosa.» Como resultado, era menos un acto real lo que se condenaba, sino una «tendencia» hacia la homosexualidad.

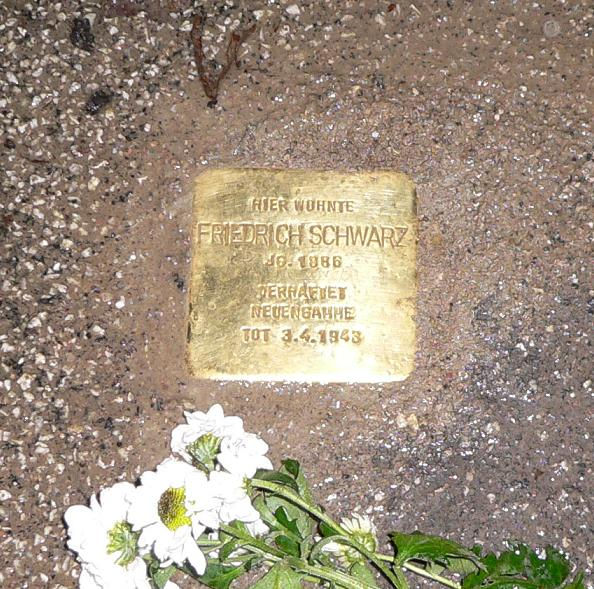
Stolperstein frente al edificio de Berggartenstrasse 2, en Hannover-Herrenhausen, donde Schwarz vivió con su madre hasta su arresto en 1939

Aunque a penas pudo probársele a Friedel Schwarz alguna cosa durante su juicio, fue acusado de haber tocado el hombro y la pierna del testigo «G.», un camarero temporal casado, durante la fiesta de Nochevieja de 1938, en un «estado levemente intoxicado». Sin embargo, no se llegó a más ya que «G.» rechazó a Schwarz. «G.» había dejado constancia de esto anteriormente en los informes policiales, pero luego lo negó ante el tribunal. Sin embargo, el Tribunal Regional de Hannover consideró que el «hecho» estaba probado y dictaminado en el sentido de un «acto de fornicación consumado», que estaba contra «la vergüenza y la moralidad de todo ser humano». Como «delincuente habitual», Schwarz fue condenado a cuatro años de trabajos forzados, con posterior «custodia de seguridad» [Sicherheitsverwahrung], y fue privado de sus derechos civiles durante cinco años. De los quince meses que había pasado en prisión preventiva, únicamente le fueron acreditados seis, ya que el tribunal consideró que Schwarz solo había confesado parcialmente.
Friedel Schwarz ingresó en la prisión de Hameln en mayo de 1941 y desde allí fue trasladado a la prisión de Celle en noviembre de 1941. Mucho antes de finalizar su sentencia, Schwarz fue enviado en marzo de 1943 al campo de concentración de Neuengamme. El jefe de las SS y la Gestapo, Heinrich Himmler, y el ministro de Justicia del Reich, Otto Thierack, habían creado la base legal para el traslado el 18 de septiembre de 1942, por la cual las personas con penas largas de prisión y las personas en prisión preventiva «deberían ser destruidas al colocarlas en una operación [trabajo] en la que perecerían».
Friedrich «Friedel» Schwarz estaba demacrado; de un peso inicial de 77 kg. pasó a 59 kg. en marzo de 1943 en la prisión de Hameln, antes de ser trasladado a Neuengamme. Falleció el 3 de abril de 1943, apenas un mes después de que fuera trasladado al campo de concentración.